# Koen Verlinde
Koen Verlinde (12 november 1962) is een Belgische voormalige atleet, die zich had toegelegd op het hordelopen. Hij nam eenmaal deel aan de Europese kampioenschappen en veroverde één Belgische titel.

## Biografie
Verlinde studeerde Lichamelijke Opvoeding aan de Vrije Universiteit Brussel. Pas na zijn afstuderen in 1986 legde hij zich meer toe op atletiek.
In 1989 haalde Verlinde op de 400 m horden zijn eerste medaille op een Belgisch kampioenschap. Het jaar nadien benaderde hij tijdens de Memorial Van Damme het minimum voor deelname aan de Europese kampioenschappen in Split. Hij werd gedelibereerd en liep in de halve finale een persoonlijk record. Later dat jaar werd hij ook Belgisch kampioen.
Ook de volgende jaren behaalde Verlinde een medaille op het Belgisch kampioenschap. Alhoewel hij eind 1992 de limiet liep voor deelname aan de wereldkampioenschappen van 1993 in Stuttgart, besloot hij toch te stoppen met atletiek.

### Clubs
Verlinde was aangesloten bij Halestra.

## Belgische kampioenschappen
| Onderdeel    | Jaar |
| ------------ | ---- |
| 400 m horden | 1990 |

## Persoonlijke records
Outdoor
| Onderdeel    | Prestatie | Datum            | Plaats  |
| ------------ | --------- | ---------------- | ------- |
| 400 m        | 46,86 s   | 16 juni 1989     | Sittard |
| 400 m horden | 49,90 s   | 28 augustus 1990 | Split   |

Indoor
| Onderdeel | Prestatie | Datum            | Plaats |
| --------- | --------- | ---------------- | ------ |
| 400 m     | 48,17 s   | 16 februari 1992 | Gent   |

## Palmares

### 400 m
- 1992:  BK indoor AC – 48,17 s

### 400 m horden
- 1989:  BK AC – 51,00 s
- 1990: 7e in ½ fin. EK in Split – 49,90 s
- 1990:  BK AC – 50,48 s
- 1991:  BK AC – 50,42 s
- 1992:  Nacht van de atletiek – 49,94 s
- 1992:  BK AC – 51,29 s